# Stiftung Bundeskanzler-Adenauer-Haus

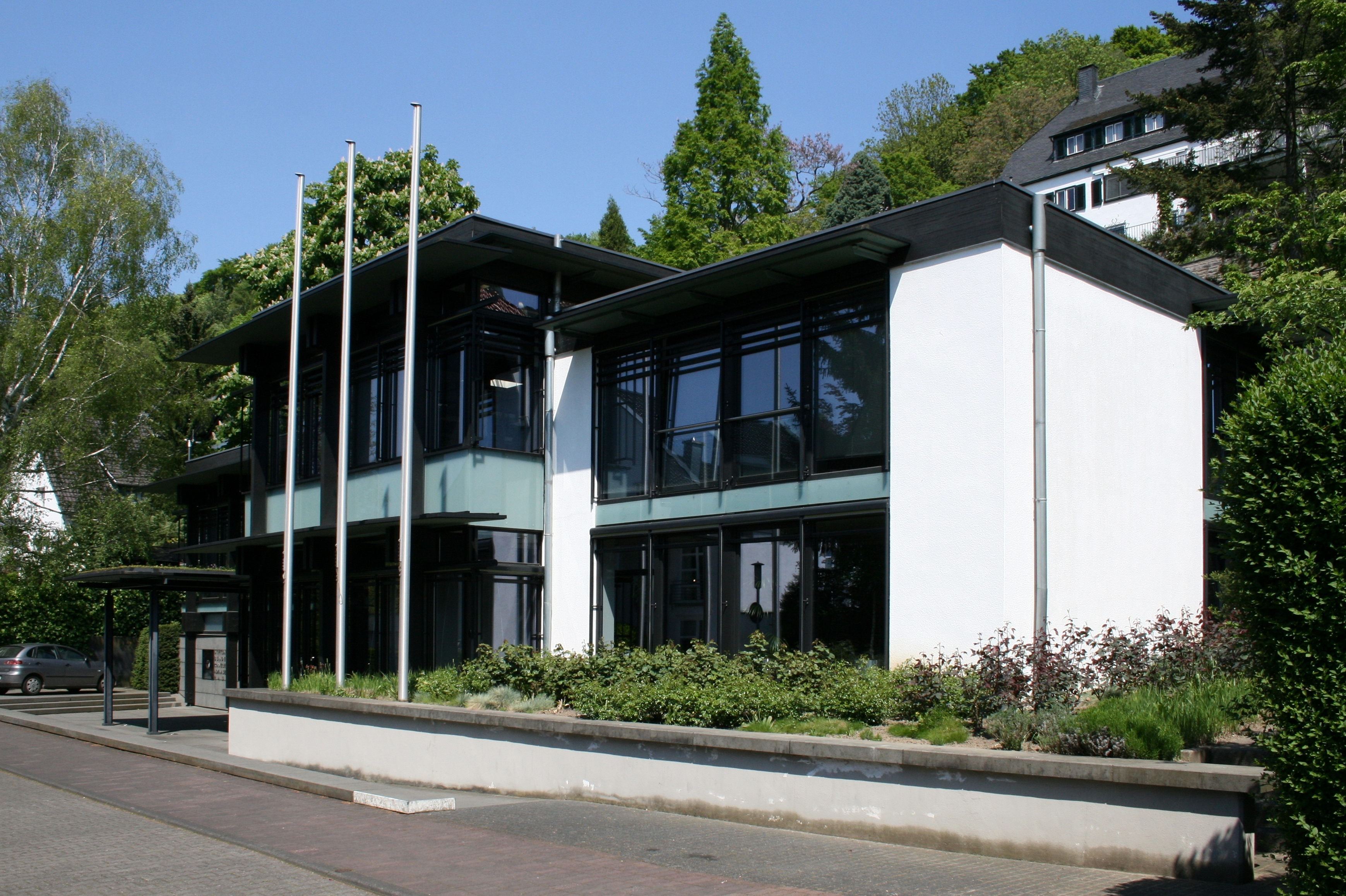
Sitz der Stiftung Bundeskanzler-Adenauer-Haus, im Hintergrund rechts oben die Gedenkstätte Adenauer-Haus (2008)

Die Stiftung Bundeskanzler-Adenauer-Haus ist eine Bundesstiftung, die seit 1978 eine Gedenkstätte für den ersten deutschen Bundeskanzler Konrad Adenauer unterhält.
Untergebracht ist sie in dem und um das frühere Wohnhaus des 1967 verstorbenen Bundeskanzlers in Rhöndorf, einem Stadtteil von Bad Honnef bei Bonn. Sie ist die älteste der heute sieben Politikergedenkstiftungen in Deutschland und eine der meistbesuchten Sehenswürdigkeiten im Siebengebirgsraum. 2017 wurde die an das Wohnhaus angrenzende Dauerausstellung neu gestaltet. Mit der Eröffnung des Konrad-Adenauer-Forums folgte 2024 ein zweiter Stiftungsstandort in Berlin.

## Lage
Das frühere Wohnhaus Adenauers liegt auf 85–90 m ü. NHN über dem Ausstellungsgebäude der Stiftung an aussichtsreicher Hanglage der Anhöhe Knelingshardt im Osten von Rhöndorf. Nach dem Tod Adenauers wurde die unterhalb des Wohnhauses gelegene Straße von Zennigsweg in Konrad-Adenauer-Straße umbenannt.

## Stiftung

### Entstehen und Geschichte

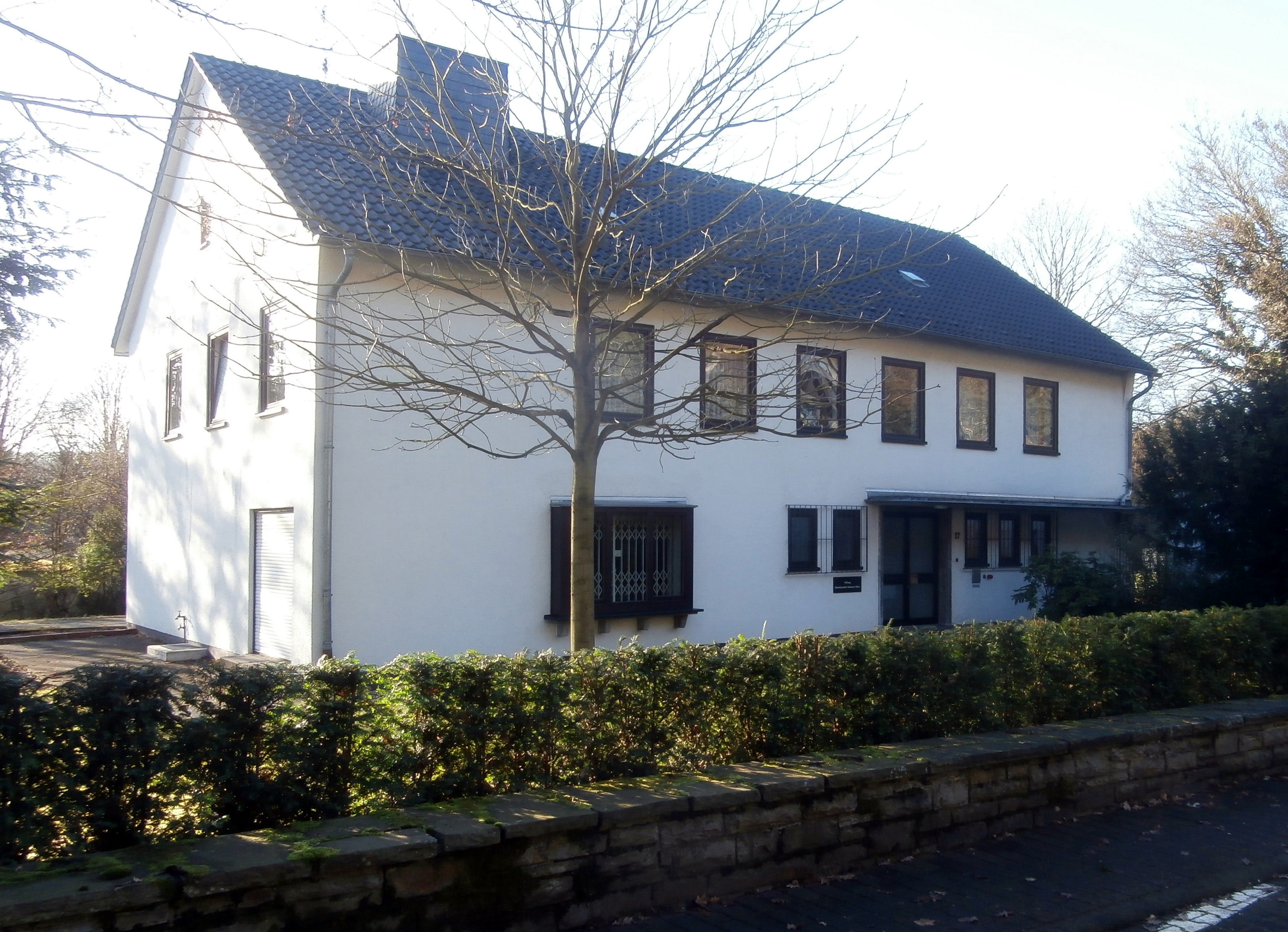
Konrad-Adenauer-Straße 17, Sitz von Geschäftsführung, Archiv, Edition und Museumspädagogik

Am 19. April 1967 verstarb Konrad Adenauer in seinem Rhöndorfer Wohnhaus. Die nach der Beerdigung eintreffenden Besucherströme und ein anhaltendes Interesse am Leben Adenauers ließen den Wunsch aufkommen, sein langjähriges und letztes Wohnhaus als Gedenkstätte zu erhalten. Bereits im Dezember 1967 ging das Anwesen in den Besitz der Bundesrepublik Deutschland über, die gleichzeitig die Einrichtung einer Stiftung zum Bewahren des Andenkens an Konrad Adenauer versprach. Zunächst wurde eine unselbstständige Stiftung gegründet, für die der Bund wichtige Vermögensgegenstände erworben hatte. Sie nahm ihren Sitz in einem Gebäude (heute Konrad-Adenauer-Straße 17/19), das 1950/51 als Wohnsitz für Mitglieder der britischen Hochkommission errichtet worden war. Die ersten Führungen durch das Wohnhaus begannen 1970, zu dessen Füßen 1975 ein nach Plänen der Kölner Architekten Karl und Gero Band entstandenes Museumsgebäude eingeweiht wurde, in dem eine Dauerausstellung über Adenauers Leben eingerichtet ist.
Am 24. November 1978 verabschiedete der Deutsche Bundestag schließlich das „Gesetz über die Errichtung einer Stiftung Bundeskanzler-Adenauer-Haus“, mit dem die Stiftung in ihrer heutigen Form entstand. Anlässlich des 30. Todestages von Konrad Adenauer wurde das Ausstellungsgebäude neu gestaltet, wobei unter anderem zwecks Schaffung eines räumlich gefassten Eingangshofs der Haupteingang auf die untere Gebäudeebene abgesenkt wurde, und am 19. April 1997 eröffnet. Von Mai 2014 bis Sommer 2015 wurde es unter Leitung des für Bauaufgaben an der Liegenschaft zuständigen Bundesamts für Bauwesen und Raumordnung an Dach und Fassade saniert sowie umgebaut, anschließend wurde von 2016 bis 2017 die Dauerausstellung neu gestaltet. Die modernisierte Ausstellung ist seit April 2017 wieder öffentlich zugänglich. Sie trägt den Titel „Konrad Adenauer 1876 bis 1967. Rheinländer, Deutscher, Europäer“.
Im September 2024 eröffnete die Stiftung einen zweiten Standort in Berlin, das Konrad-Adenauer-Forum. Die Berliner Dauerausstellung „Konrad Adenauer. Der erste Bundeskanzler“ nimmt die Kanzlerjahre Adenauers (1949–1963) entlang der Themenschwerpunkte Demokratie, Freiheit und Europa in den Blick.

### Aufgaben

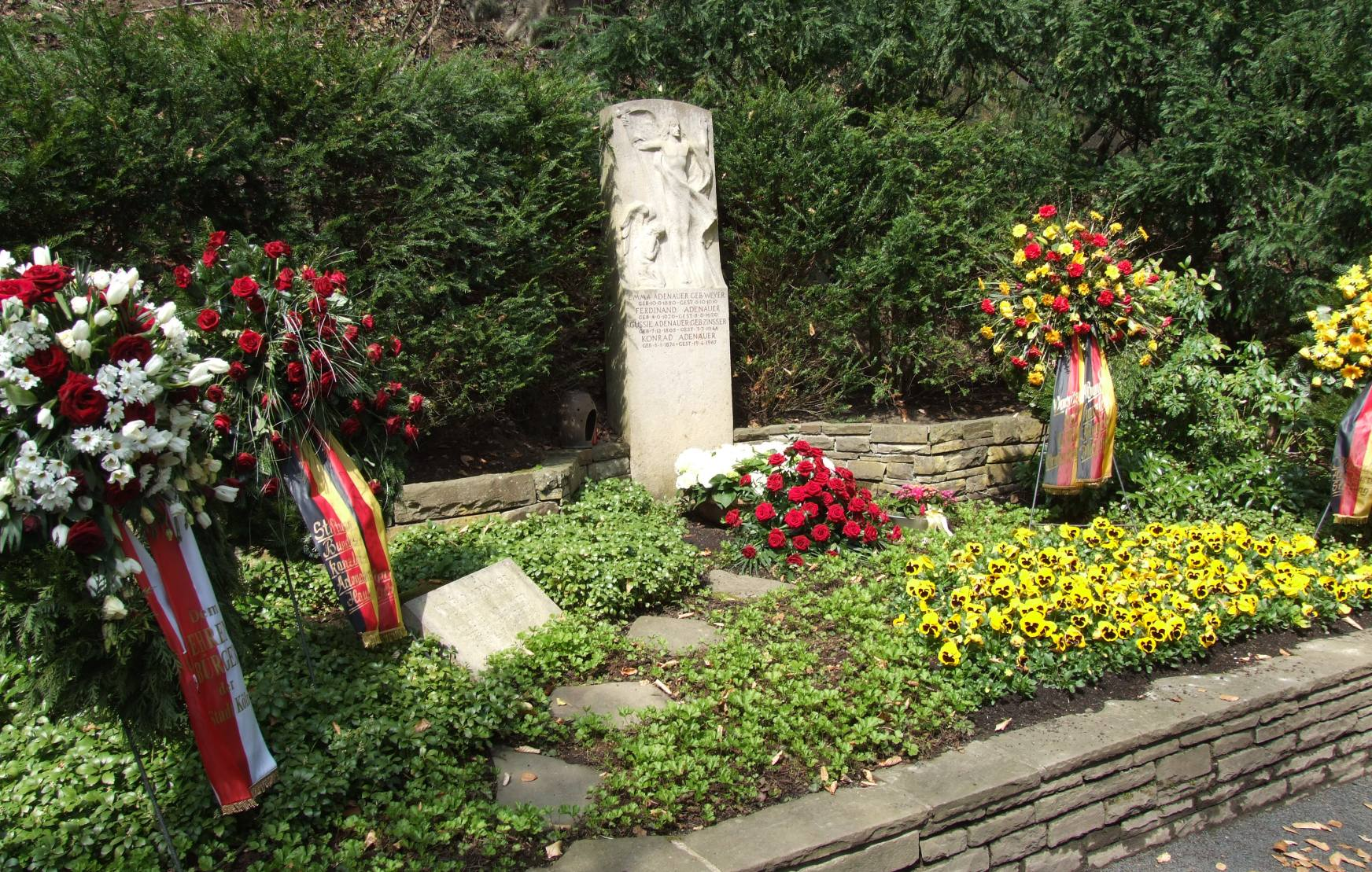
Einer der Stiftungszwecke: Die Pflege des Grabes auf dem Rhöndorfer Waldfriedhof

Gemäß dem Errichtungsgesetz soll die Stiftung das Andenken an die umfangreichen Verdienste Konrad Adenauers bewahren und damit u. a. einen Beitrag zum Verständnis des Entstehens der Bundesrepublik Deutschland leisten. Dazu soll der schriftliche Nachlass Adenauers in einem Archiv gesammelt, gepflegt und auch für die wissenschaftliche Forschung aufbereitet werden. Mit der Ausstellung im Wohnhaus wird ein Einblick in das Privatleben des ersten Bundeskanzlers gegeben. Veranstaltungen, Vorträge und die Herausgabe von „Editionen“ gewährleisten die Einbindung der Bundesstiftung in das öffentliche Leben. Laut Satzung der Stiftung ist ein weiterer Stiftungszweck die Pflege des Grabes von Konrad Adenauer auf dem Rhöndorfer Waldfriedhof, das zu wichtigen Jubiläen regelmäßig von der politischen Spitze der Bundesrepublik besucht wird.

### Stiftungsform
Die Stiftung Bundeskanzler-Adenauer-Haus ist eine rechtsfähige und bundesunmittelbare Stiftung des öffentlichen Rechts. Nachdem sie jahrelang im Zuständigkeitsbereich des Bundesministeriums des Innern lag, ist sie seit 1998 dem Bundesbeauftragten für Kultur und Medien unterstellt. Aus dem Etat des Bundesbeauftragten erhält sie jährlich rund 1,1 Millionen Euro und beschäftigt 22 Mitarbeiter. Geleitet wird die Stiftung von einem fünfköpfigen Kuratorium und dem Vorstand, die von einem wissenschaftlichen Beirat beraten werden. Die Bundesregierung und die Erben Adenauers schlagen jeweils zwei Mitglieder des Kuratoriums vor, das fünfte Mitglied wählt der Bundespräsident aus.
Im Mai 2021 wurde Stefan Vesper als Nachfolger von Manfred Speck zum neuen Vorstandsvorsitzenden der Stiftung gewählt, Vorsitzender des Kuratoriums ist der ehemalige Ministerpräsident des Landes Nordrhein-Westfalen, Jürgen Rüttgers.

## Wohnhaus

### Baugeschichte

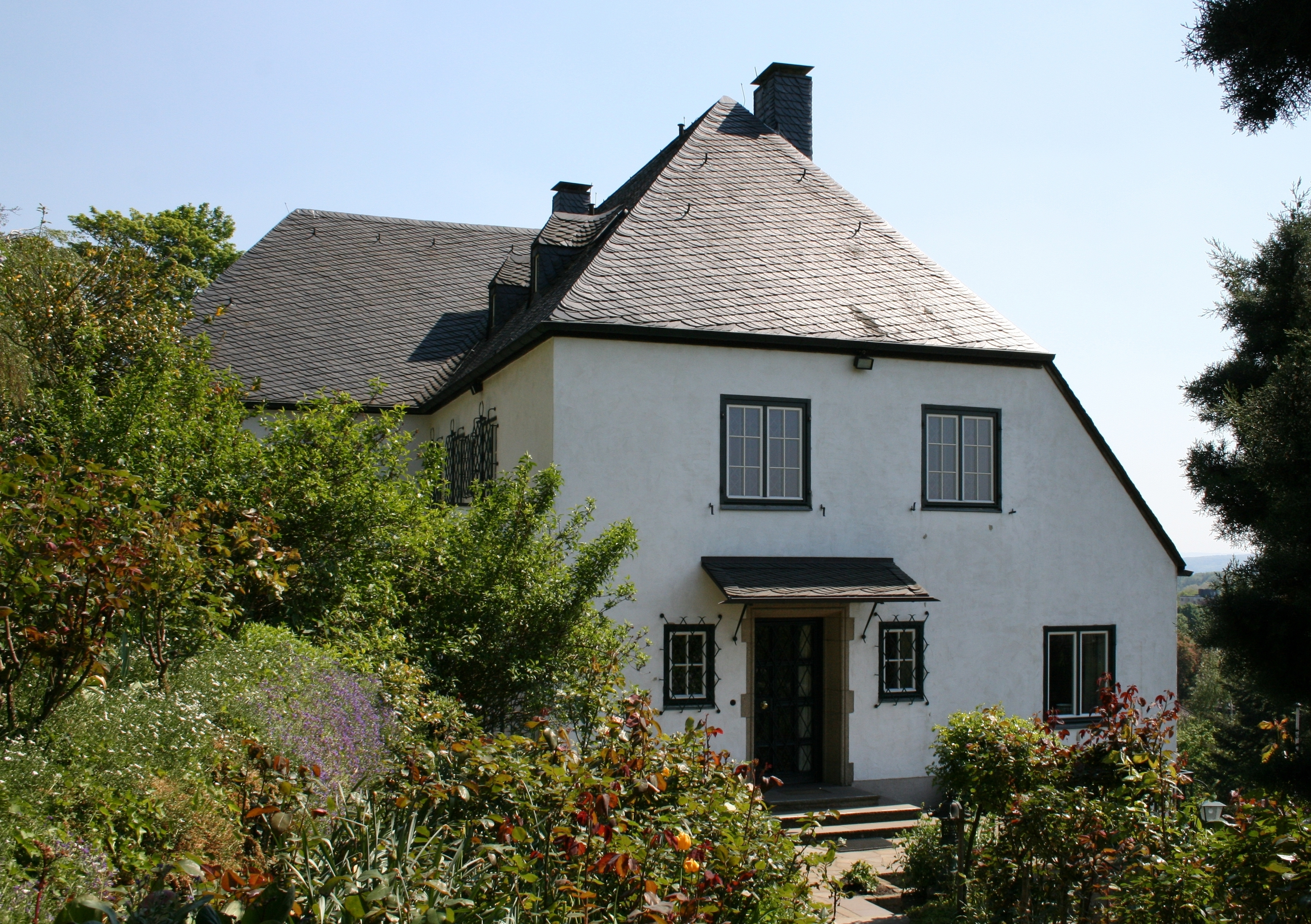
Wohnhaus Konrad Adenauers

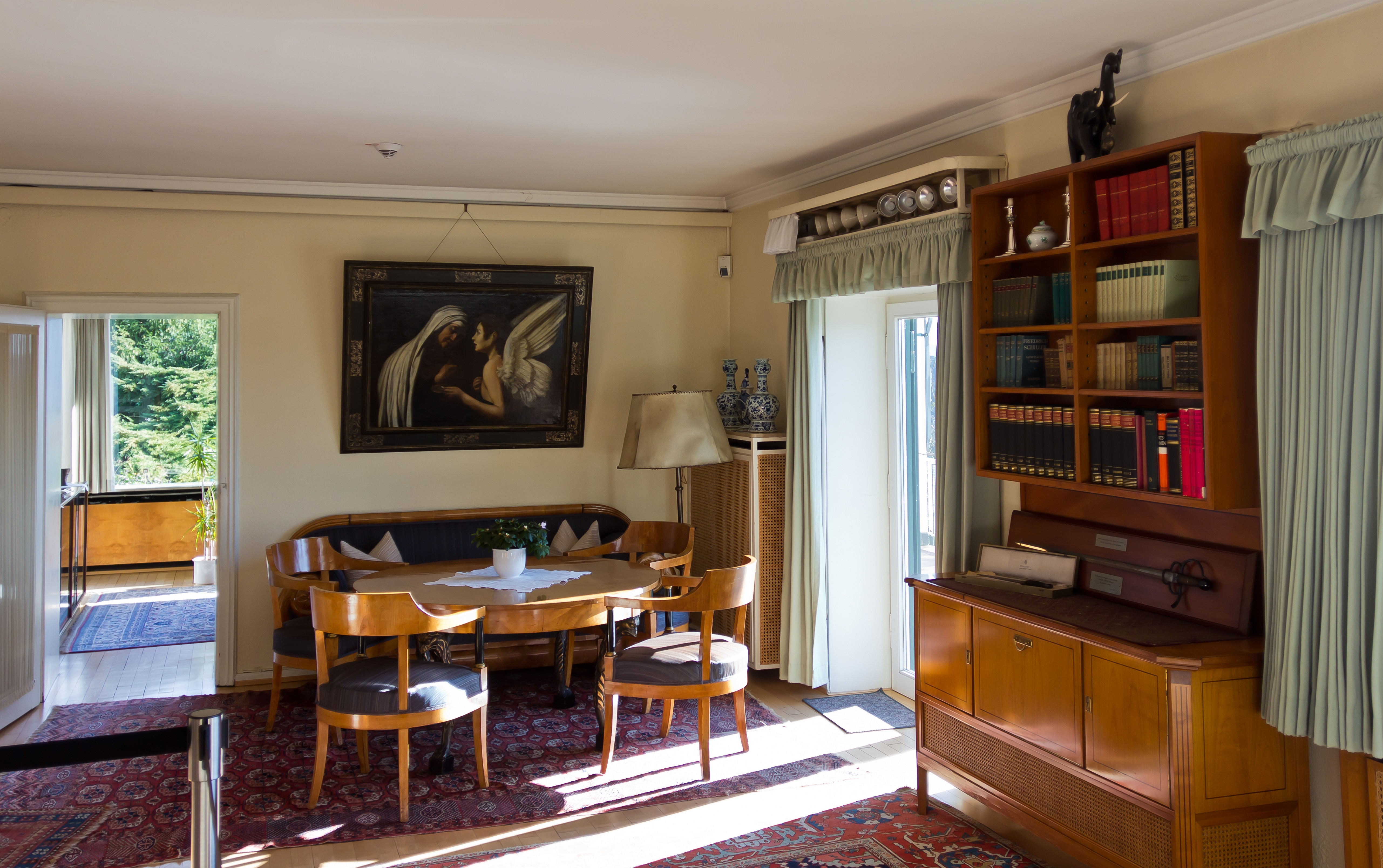
Blick in das Wohnzimmer

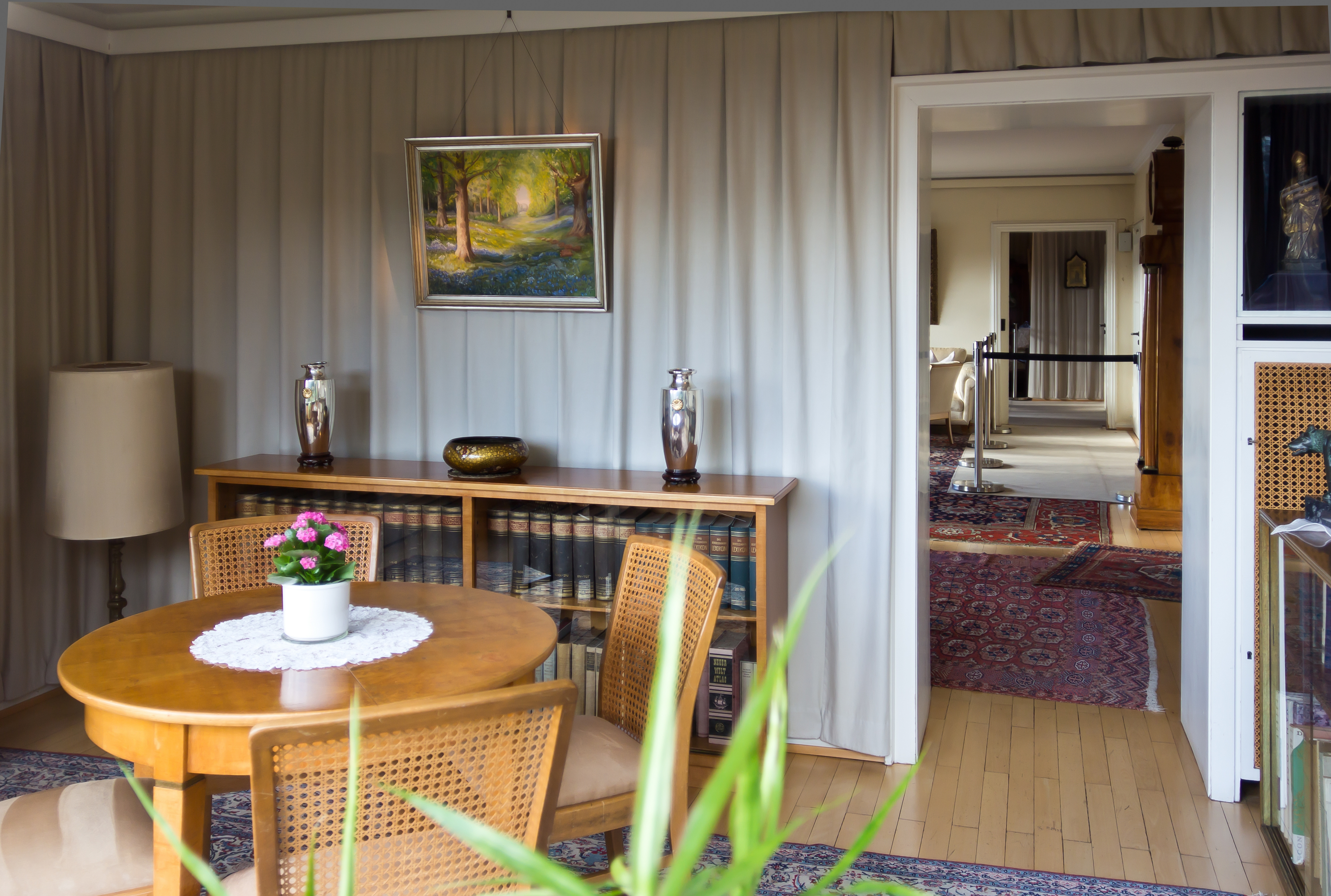
Blick in die „Kajüte“

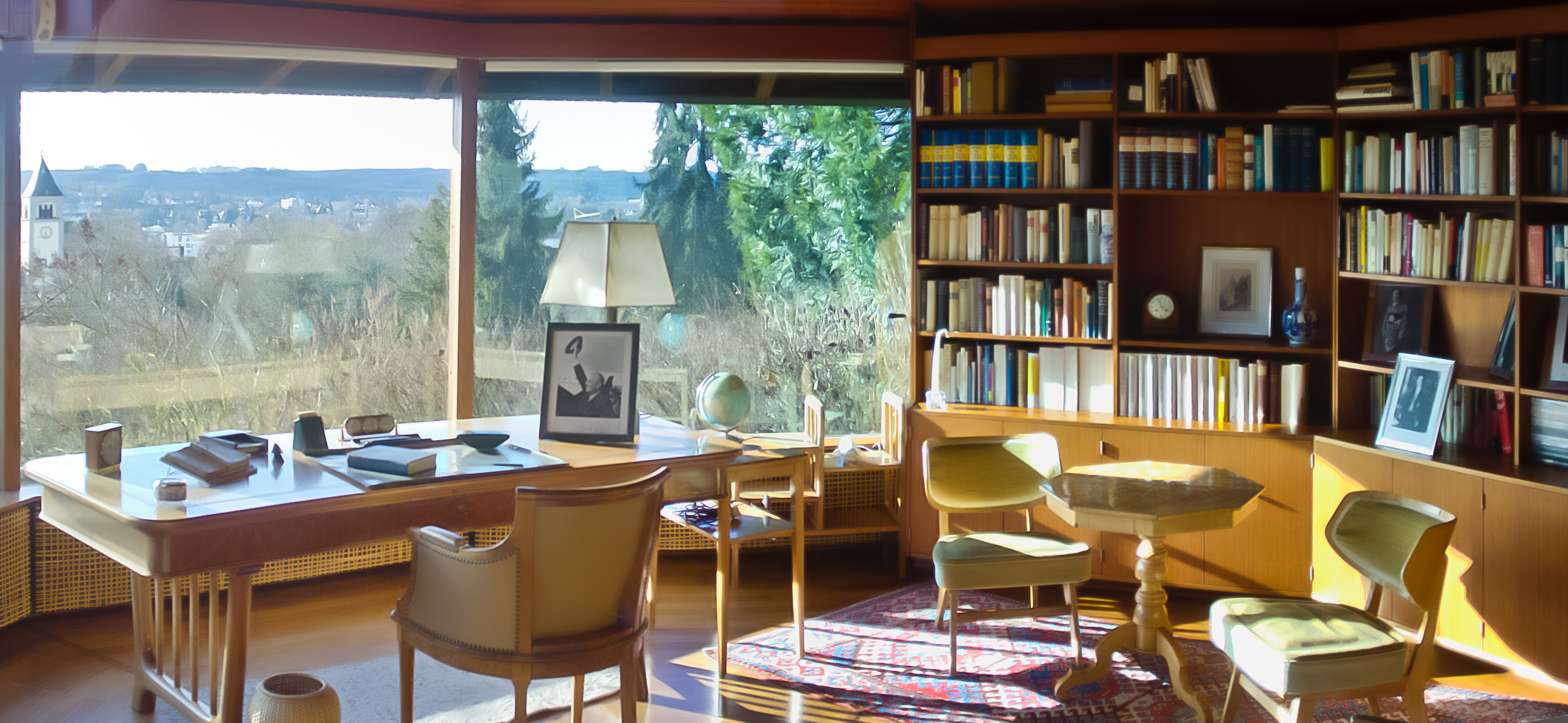
Blick in den Gartenpavillon

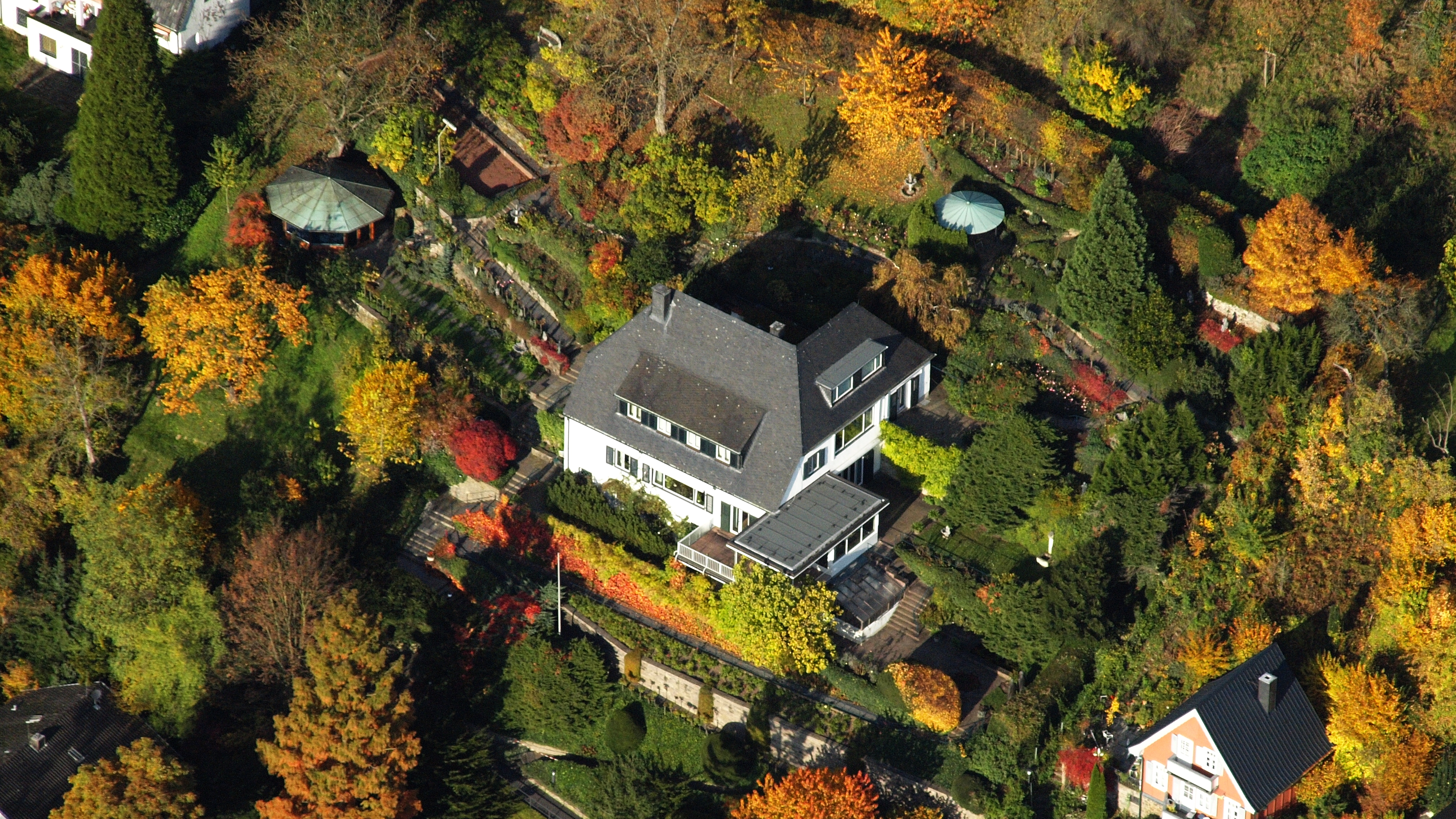
Bundeskanzler-Adenauer-Haus, Luftaufnahme (2015)

Konrad Adenauer hatte nach seiner Enthebung vom Amt als Kölner Oberbürgermeister mehrfach den Aufenthaltsort gewechselt, bis er im Frühjahr 1935 zusammen mit seiner Familie schließlich nach Rhöndorf zog und hier das Haus Löwenburgstraße 76 anmietete. 1936 erwarb er von der Abfindung für sein von den Nationalsozialisten beschlagnahmtes Haus in Köln ein vormals als Weinberg genutztes Grundstück am äußeren Westhang des Siebengebirges. Bis Weihnachten 1937 entstand dort am Zennigsweg 8c (heute Konrad-Adenauer-Straße) nach einem Entwurf seines Schwagers Ernst Zinsser ein als Unterkunft für eine Großfamilie ausgerichtetes Wohnhaus. Bis zum darauffolgenden Frühjahr wurden eine Garage und ein Obstkeller erstellt.:273 In Folge der Wahl Adenauers zum Bundeskanzler entstand nach Baugenehmigung vom 26. Oktober 1949 neben der Garage nach Plänen des Büros Hans Schwipperts ein Wachhäuschen aus Holzfertigteilen.
Zu einem ersten Umbau des Wohnhauses kam es 1955, als die Sprossenfenster der Westfassade zu einem großen, sprossenlosen Fenster zusammengezogen wurden. Bis 1956 folgten weitere Umbauten: die Ersetzung sämtlicher Sprossenfenster, ein Küchenneubau sowie an der Südfassade die Entfernung zweier kleiner Dachgauben zugunsten einer großen, der teilweise Umbau des Balkons zu einem Wintergarten und die Schaffung einer auf die Westfassade übergreifenden, überdachten Plattform.:274 Die Veränderungen erfolgten mit dem Ziel, die Aussicht auf das Rheintal zu verbessern und sie zu jeder Tageszeit und Witterung zu gewährleisten.:275 Im März 1961 wurde der Bau eines Teehauses nach Plänen von Adenauers Schwiegersohn und Architekten Heribert Multhaupt genehmigt, an dessen Stelle von November 1963 bis Mai 1964 (Rohbauabnahme) ein ebenfalls durch Multhaupt geplanter Pavillon entstand. Das abgebrochene Teehaus wurde durch ein neues hinter dem Wohnhaus ersetzt, das gleichzeitig mit dem Pavillon abgenommen wurde.:274

### Beschreibung
Das Adenauerhaus ist ein dreigeschossiges, weiß verputztes Wohngebäude auf L-förmigem Grundriss, dessen oberen Abschluss ein verschiefertes Krüppelwalmdach bildet.:273 Im Erdgeschoss liegt das weiträumige Wohnzimmer mit Blick in das westlich gelegene Rheintal. Hier schließen sich an der Südseite des Hauses das Esszimmer und eine ursprünglich als Terrasse, jedoch später teils überdachte und teils in das Haus integrierte Plattform an. Im ersten Stockwerk, das für Besucher unzugänglich ist, befinden sich das Arbeitszimmer und daneben das Schlafzimmer, in dem Adenauer am 19. April 1967 verstarb. Die Einrichtung der Räume – seit Adenauers Tod 1967 unverändert – stammt überwiegend aus seiner Zeit als Kölner Oberbürgermeister. Geschmückt wird der Wohnraum durch einige alte Gemälde aus Familienbesitz sowie durch Geschenke unterschiedlichster Art.

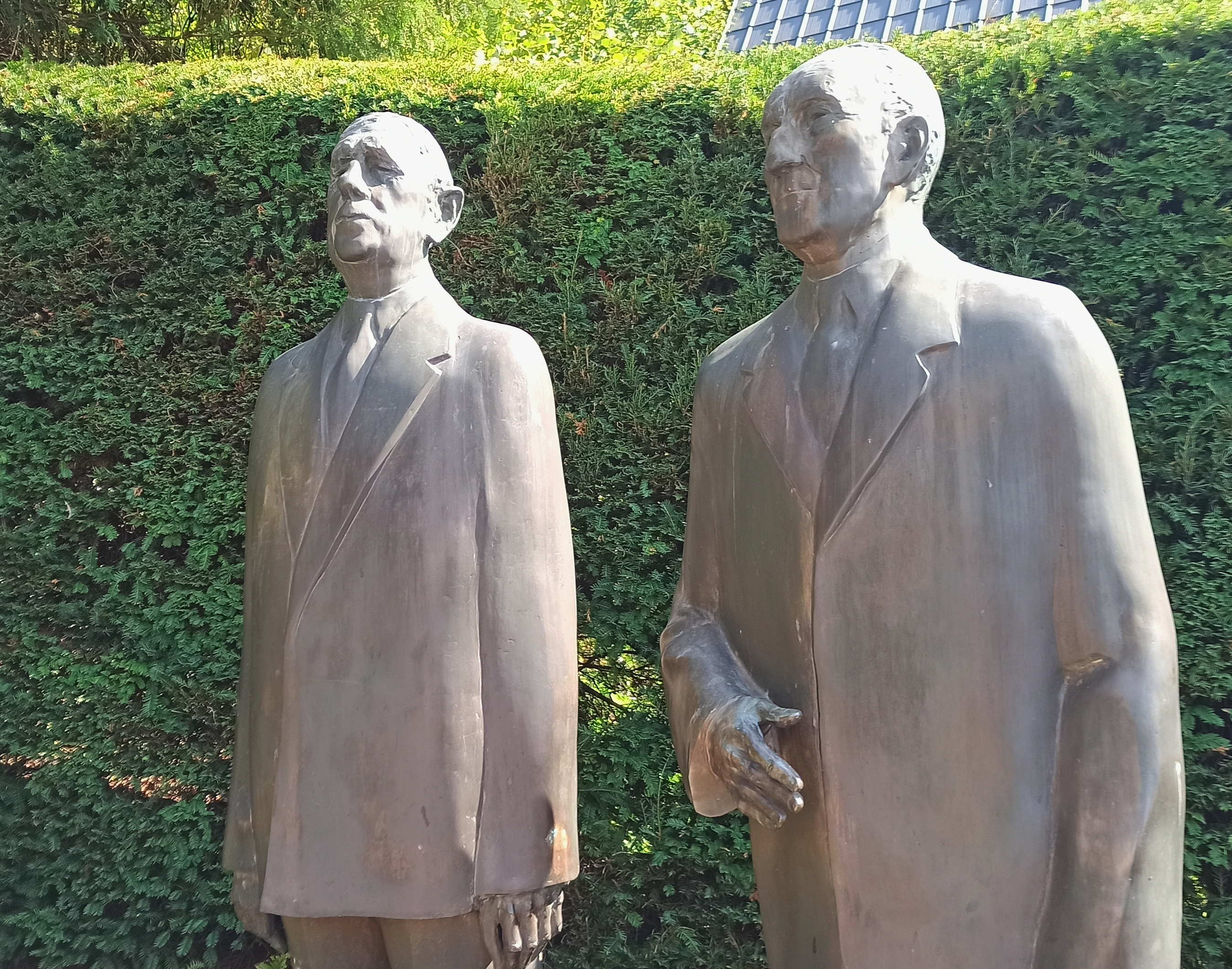
Statuen De Gaulle und Adenauer im Garten des Adenauer-Hauses in Rhöndorf

Als ein Lebensmittelpunkt des Regierungschefs der Bundesrepublik Deutschland ist auch das Wohnhaus nicht von Adenauers politischer Ausstrahlung unberührt geblieben. So fand dort am 21. August 1949 die sogenannte Rhöndorfer Konferenz statt, bei der die Grundlagen für die politische Struktur nach der ersten Bundestagswahl geschaffen wurden und Adenauer sich als Kanzlerkandidat von CDU/CSU durchsetzen konnte. Gegen Ende der Kanzlerzeit fanden im Wohnhaus zwei Treffen zwischen Adenauer und dem französischen Staatspräsidenten Charles de Gaulle statt.
Das Wohnhaus Konrad Adenauers steht einschließlich des Gartenpavillons seit dem 8. September 1983 als Baudenkmal unter Denkmalschutz. Im Garten befinden sich lebensgroße Bronzestatuen von Adenauer und Charles de Gaulle des ungarischen Bildhauers Imre Varga aus dem Jahre 2001.

## Archiv
Die Stiftung unterhält ein Archiv, in dem der Nachlass Konrad Adenauers aufbewahrt wird. Die Bestände reichen bis in die Zeit Adenauers als Oberbürgermeister (1917–1933) zurück, wobei die Bundeskanzlerzeit (1949–1963) im Vordergrund steht. Aufgebaut wurde es im Wesentlichen aus den Unterlagen des Sekretariats im Rhöndorfer Wohnhaus sowie des Kanzlerbüros im Bonner Palais Schaumburg, damals Hauptsitz des Bundeskanzleramtes. Der schriftliche Nachlass gliedert sich in vier Bestände. Diese enthalten u. a. Reden, Gespräche, Interviews, Regierungserklärungen, Sitzungsprotokolle, Pressestimmen sowie eine Vielzahl weiterer Unterlagen.
Das umfangreiche Bildarchiv umfasst ca. 8.000 Fotografien und 200 Fotoalben.
Das Archiv ist unter den Bedingungen des Bundesarchivgesetzes sowie einer Benutzungsordnung für die Öffentlichkeit einsehbar. Da Konrad Adenauer zu seiner Lebenszeit eine Vielzahl von Ämtern und Positionen in verschiedenen Behörden innehatte, sind auch in weiteren Archiven wesentliche Informationen vorhanden.
Der Aufbau eines Archivs war von Anfang an eine wesentliche Aufgabe der Stiftung Bundeskanzler-Adenauer-Haus. Dies hatten die Erben Adenauers bei der Übereignung der Grundstücke auf die Bundesrepublik Deutschland der neu gegründeten Stiftung aufgetragen. Während der 1970er-Jahre ging das Material von der Familie Adenauer auch juristisch in die Hände der Stiftung über. Zunächst wurde die freie Benutzung des die Tätigkeit in der Bundespolitik berührenden schriftlichen Nachlasses durch die 30-jährige Sperrfrist eingeschränkt. Mittlerweile ist diese Frist für sämtliche Bestände abgelaufen, sodass heute nach einer archivrechtlichen Überprüfung fast alle Unterlagen vorgelegt werden können. Seit Anfang der 1990er-Jahre ist ein Großteil mikroverfilmt und lagert als Sicherheitskopie im Barbarastollen bei Freiburg im Breisgau.